# Temetkezések könyve
A Temetkezések könyve a kínai fengsuj (fengshui) legrégebbi fennmaradt műve, amely feltehetően valamikor az i. sz. 4. században íródhatott, szerzője pedig a hagyomány szerint a taoista misztikus, író és gondolkodó Kuo Pu (Guo Pu).

## Keletkezése, tartalma
A régi Kínában, a konfuciánus elvekben oly fontos ősök kultuszának egyik legjelentősebb mozzanata az ősök sírjának ápolása volt. Az új „házaknak”, melyek még nem rendelkeztek saját nyughellyel, az első legfontosabb teendője a majdani családi sírhelynek megfelelő földterület felkutatása és megszerzése volt. Nehéz és bonyolult procedúra volt kiválasztani a megfelelő helyet, ahová majd a leendő ősöket temetheti a család. Többek között ezt megkönnyítendő írta meg jelen művét Kuo Pu (Guo Pu) is. Temetkezés céljára rendszerint valamilyen magaslatot, hegy vagy domb lejtőjét tartották a legalkalmasabbnak. A föld megvásárlása, a sírhely alapjainak lerakása előtt mindenképpen tanácsos volt konzultálni a fengsuj (fengshui) technikáiban járatos jósokkal, akik pontosan meg tudták állapítani egy-egy földterület, az azon található domborzati tárgyak, alakzatok mágikus erejét. Kuo Pu (Guo Pu) szövegében is számtalan példa olvasható arról, hogy mely területek számítottak szerencsésnek, illetve baljóslatúan, illetve arról, hogy ezt milyen szempontok alapján lehetett megállapítani.
A művet magyarra Tokaji Zsolt fordította le 2011-ben.

## Magyarul
- Guo Pu: Temetkezések könyve. A fengshui legrégebbi kézikönyve a 4. századból; ford. Tokaji Zsolt; Fapadoskonyv.hu, Bp., 2011

## Külső hivatkozások
- A Temetkezések könyve teljes szövege kínaiul